# Nacha Sánchez Sánchez
Nacha María Sánchez Sánchez (Madrid, 11 d'agost de 1962), coneguda com a Nacha Sánchez, és una dona trans espanyola que va treballar en la prostitució i la interpretació, coneguda per la seva participació en el documental de 1983 Vestida de azul.

## Vida i carrera
Nacha va créixer en el barri madrileny d'Embajadores i va abandonar casa seva a l'edat de 13 anys a causa de la seva identitat de gènere. Es va veure obligada a recórrer a la prostitució. Poc temps després va ser acollida per Laura Frenchkiss i Tania Navarro. La seva germana Tatiana Sánchez, igual que ella, és una dona trans.
Va estar treballant un temps com a secretària en una companyia asseguradora. El 1983 va ser una de les sis protagonistes del documental Vestida de azul, pioner a mostrar la realitat de les persones trans a Espanya. Després de la seva aparició en el documental va tenir petits papers com a actriu a Alma de mujer i Página de sucesos.
El 2023 va tornar a l'actuació per a un paper en la sèrie d'Atresmedia Vestidas de azul, sèrie basada en el llibre de Valeria Vegas, i que narra les vides de Nacha i les altres protagonistes del documental original. El 2025 va participar en la presentació en la Berlinale de l'edició restaurada de Vestida de azul com l'única supervivent del repartiment original.
Ha col·laborat com entrevistada en els llibres Crónicas transexuales de David de la Torre i Memoria diversa d'Eva Mejuto, aquest últim premiat amb el premi Follas Novas del llibre gallec.

## Homenatges
Nacha va ser una de les homenatjades en l'exposició Unos cuerpos son como flores. Naturalezas trans, que va tenir lloc del 9 de febrer al 9 d'abril de 2023 en l'Espai Santa Clara, pertanyent a l'Institut de la Cultura i les Arts de Sevilla. L'exposició volia homenatjar les persones trans pioneres en la lluita pels drets LGBT a Espanya.
El desembre d'aquest mateix any Atresmedia va llançar la sèrie Vestidas de azul, basada en el documental original i l'obra homònima de Valeria Vegas. En la sèrie l'actriu Penélope Guerrero interpreta a Nacha en la seva joventut.